# Miltogramma grunini
Miltogramma grunini är en tvåvingeart som beskrevs av Yu. G. Verves 1979. Miltogramma grunini ingår i släktet Miltogramma och familjen köttflugor. Inga underarter finns listade i Catalogue of Life.